# Водолазное судно

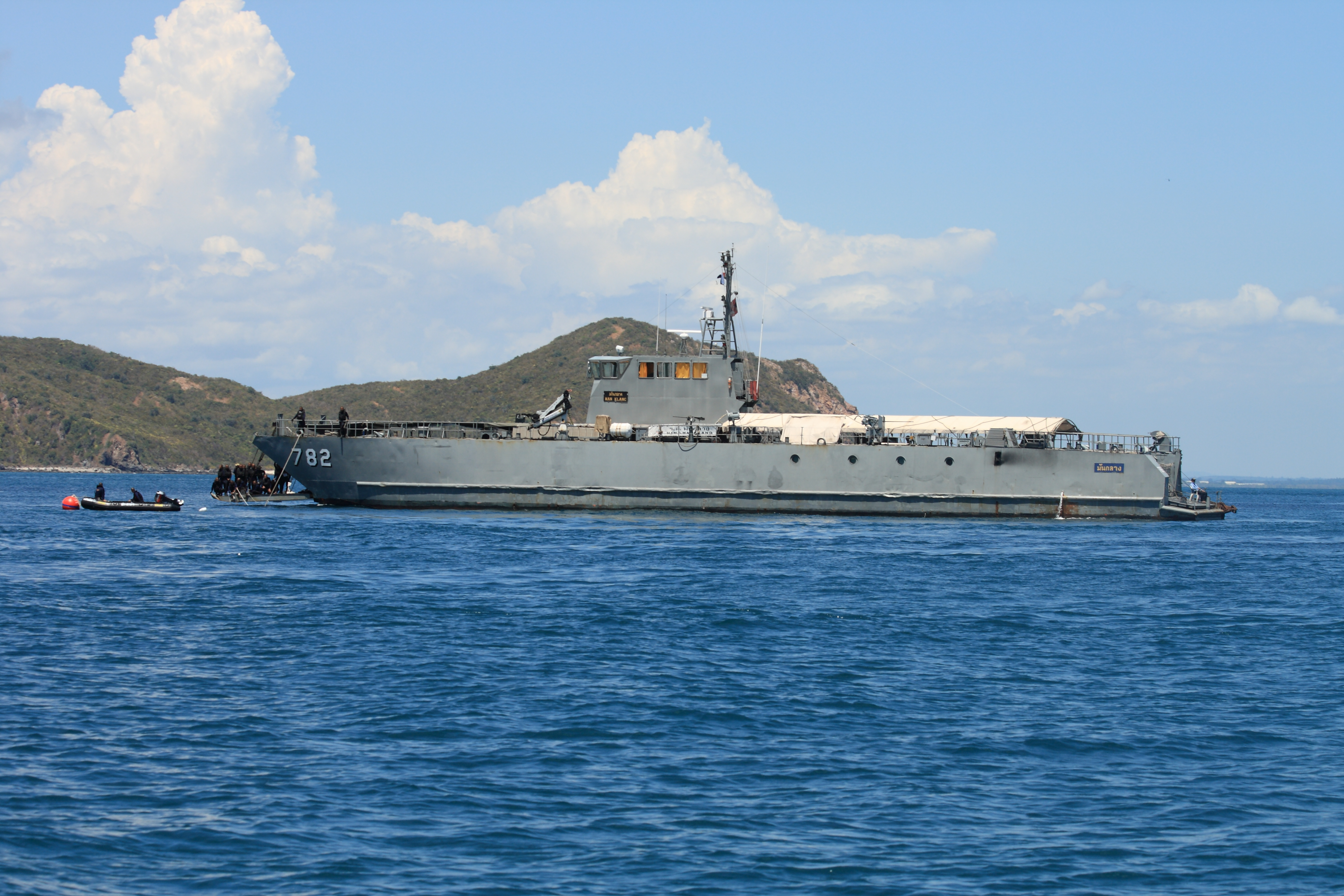
Десантный корабль HTMS «Mun Klang» Королевских ВМС Таиланда, переоборудованный для проведения водолазных операций и обучения пловцов.

Водола́зное су́дно — специально оборудованное или специально построенное судно, оснащенное водолазным комплексом и предназначенное для обеспечения водолазных работ. 
В Российской Федерации начато строительство современных судов серии SDS08. Четыре судна из этой  серии с 2010 по 2012 год были построены на Ярославском судостроительном заводе.
- Водолазный бот — моторный бот для обеспечения водолазных работ в пределах акватории порта. Водолазный бот имеет помпы для подачи воздуха водолазам, трапы для их спуска и другое водолазное оборудование.
- Рейдовый водолазный катер — катер для обеспечения водолазных работ в пределах акватории порта, имеющий:
  - помещение для хранения водолазного имущества;
  - помпы для подачи воздуха водолазам
  - трапы для их спуска.

В Российской Федерации рейдовые водолазные катера строит завод «Нижегородский теплоход».
- Спасательное судно — судно специальной постройки, предназначенное:
  - для оказания помощи судам, терпящим бедствие в море; а также
  - для выполнения судоподъемных и подводных работ.

В Российской Федерации построено первое в серии MPSV07 многофункциональное аварийно-спасательное судно на Невском судостроительном заводе.
Спасательные суда подразделяются на:
- спасательные суда подводных лодок;
- спасательные буксиры;
- противопожарные, водолазные и судоподъемные суда.

В состав оборудования спасательных судов входят водолазные колокола, подъемное оборудование, мощная тральная лебедка, насосы большой производительности и компрессоры.